# Caproni Ca.87
Il Caproni Ca.87 "Polonia" fu un aereo sperimentale da primato sviluppato dall'azienda Aeronautica Caproni nei tardi anni venti e realizzato in un unico esemplare.
Derivato dal Caproni Ca.82, versione bombardiere notturno del Caproni Ca.73ter, caratterizzato da una fusoliera del tipo avion marin, impianto propulsivo quadrimotore (due gruppi in configurazione traente-spingente) e configurazione alare biplano-sesquiplana invertita, fu impiegato per il tentativo non riuscito di volo transatlantico previsto per il luglio 1929.